# Les Trois Piliers du zen
Les trois piliers du zen (anglais: The Three Pillars of Zen) est un livre sur le bouddhisme zen de Philip Kapleau (en), un des premiers enseignants zen américains (1912-2004). Paru au Japon en 1965, l'ouvrage combine des conseils destinés aux pratiquants débutants, et des textes d'auteurs classiques. Traduit en douze langues, il a été a publié en français en 1972 par les éditions Stock, et a connu plusieurs rééditions. En 1980 et 1989, Kapleau a publié des versions revues et corrigées de son livre, accompagnée d'une nouvelle postface.

## Conception et contenu

### «Éditeur», pas «auteur»
Moins qu'un ouvrage à proprement parler de Philip Kapleau, ce livre est un choix de textes sélectionnés et présentés par l'auteur (qui a donc la fonction d'éditeur intellectuel) ainsi qu'on peut le lire sur la couverture de l'édition française de 1972: « Textes rassemblés et présentés par Philip Kapleau ». Kapleau a été autorisé à traduire différents enseignements d'un de ses maîtres, Hakuun Yasutani, à quoi il a ajouté d'autres éléments. Selon Koshiro Tamaki (1915-1999), qui fut professeur à l'Université de Tokyo, c'est tout à fait consciemment que Kapleau a renoncé au titre d'auteur, une démarche est intéressante car elle indique bien que ce dernier veut être surtout un traducteur (il parlait couramment le japonais) et une sorte de passeur. Pour Tamaki, la démarche de Kapleau rappelle le rôle de passeur des évangélistes par rapport aux enseignements de Jésus. Cette attitude — et il s'agit là selon Tamaki d'une autre caractéristique de ce livre — est aussi un signe d'humilité qui indique que Kapleau fait passer le soi (self) au second plan, ce qui est une démarche fondamentale du bouddhisme.   

### Contenu
Le livre est divisé en trois parties (la dernière regroupant des annexes). Le plan est annoncé par son sous-titre : « Enseignement - Pratique - Illumination » (Teaching, Practice and Enlightenment). Ces étapes — ou ces piliers — sont les points de passage du pratiquant au cours de son voyage sur la route du zen (points par lesquels Kapleau est aussi passé): on reçoit les enseignements, on les met en pratique, et on peut ainsi arriver à l'éveil. Ensuite, pour chacun des différents chapitres ou parties du livre, Kapleau a rédigé une introduction à même d'aider le lecteur à entrer dans les propos qui suivent.
La première partie est consacrée à l'enseignement et à la pratique. Divisée en quatre chapitres, elle propose des « causeries introductives » de Yasutani sur le zen, dix entretiens (jap. dokusan) avec des disciples occidentaux, un enseignement (jap. teihsō) sur le koân Mu — terme signifiant rien, et finalement des sermons et lettres à ses disciples du maître Bassui Zenji (1327-1387).  
La deuxième partie livre huit longs témoignages sur l'illumination de femmes et d'hommes de différents âges et professions, vivant au Japon et aux États-Unis. 
La dernière partie réunit quatre annexes: le chapitre « Uji » du Shōbōgenzō de Dōgen; une traduction de la série des Dix tableaux du dressage du bœuf (dans la version de Kakuan, et avec des peintures à l'encre de Gyokusei Jikihara (1904-2005)); une présentation illustrée des postures de zazen ainsi qu'un riche glossaire. 

## Portée du livre

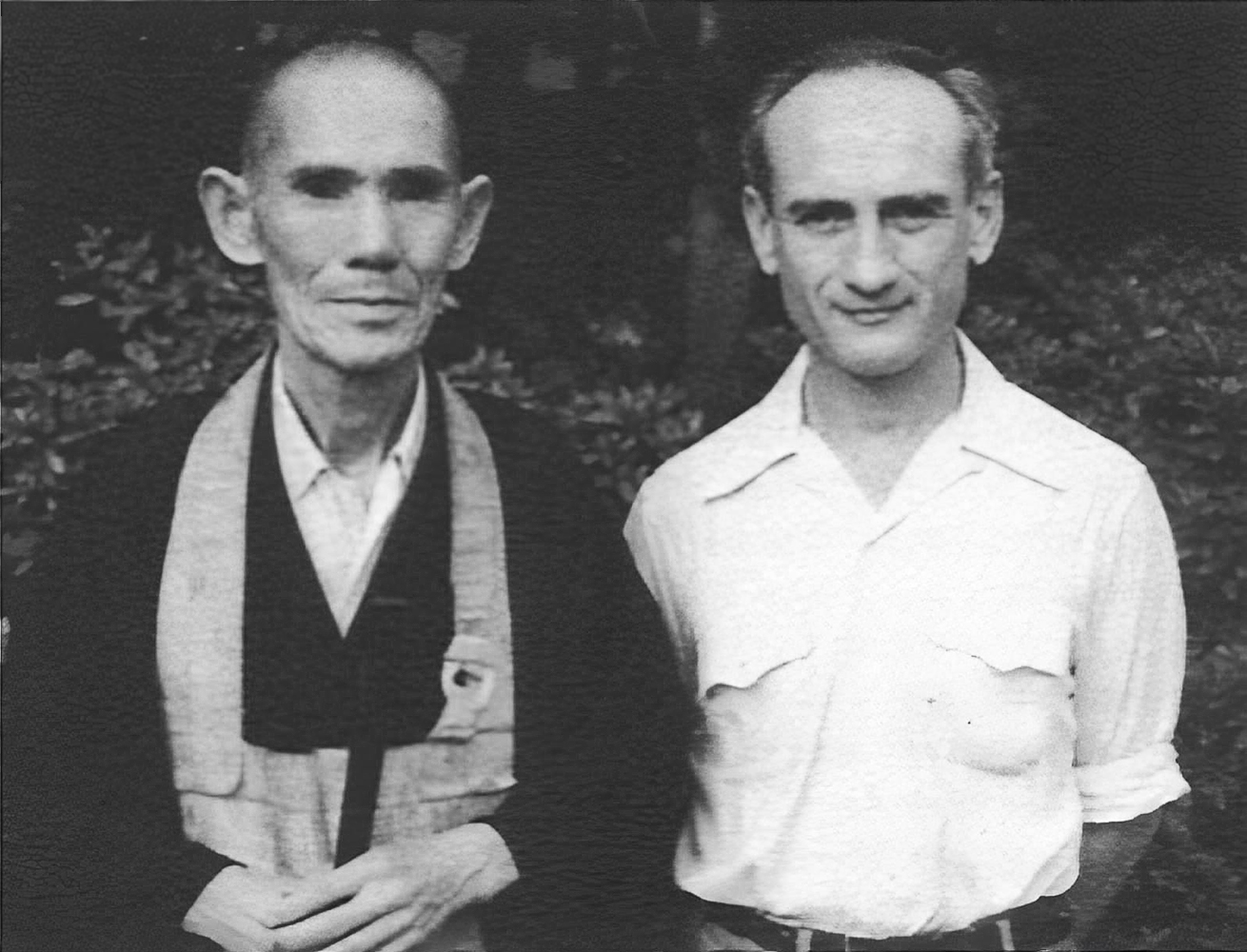
Hakuun Yasutani et Philip Kapleau

Les Trois Piliers du zen adapte la pratique du zen aux habitudes culturelles occidentales, et le livre a joué un rôle majeur dans l'introduction du zen en Occident (en particulier aux États-Unis). Ainsi Kapleau — qui fut l'un des premiers enseignants zen aux États-Unis — s'est-il efforcé d'adapter une partie des formes du zen à un public américain. Il voyait le zen avant tout comme une manière de vivre, soulignant le caractère central de la pratique méditative. Il était peu intéressé par les aspects philosophiques et théologiques, et il s'opposait à l'idée défendue par plusieurs intellectuels, majoritairement chrétiens, selon laquelle le Zen serait un théisme. Selon le bouddhologue Donald Lopez Jr., « les instructions claires et les témoignages inspirants apportés par des gens ordinaires ont fait de [ce livre] un manuel indispensable pour des milliers de personnes intéressées par la méditation zen, et qui n'avaient pas l'occasion ou l'envie d'étudier auprès d'un enseignant. » Et Lopez Jr. d'ajouter que cet ouvrage « reste un classique du zen américain ».
Pour Koshiro Tamaki, avec ce livre, Kapleau a clarifié la notion de zen, qui était entourée de brume et de mystère, et cet apport est d'autant plus important qu'il était le fait d'un Occidental, et d'un Occidental qui avait une expérience personnelle du zen. Par conséquent, ajoute-t-il, « ce livre ne porte pas sur la théorie du zen mais sur l'expérience du zen elle-même ». Et il relève que dans cet ouvrage, Kapleau s'est attaché à corriger les idées fausses à propos du zen, qui avaient été introduites en Occident.

## Éditions
- (en) Philp Kapleau, The Three pillars of zen. Teaching, practice, enlightenment, Compiled and edited by Philip Kapleau, Foreword by Huston Smith, Boston, Beacon Press, 1965 ([Lire en ligne l'édition augmentée de 1967 (page consultée le 4 avril 2020)]
- Philip Kapleau, Les trois piliers du zen. Enseignement, pratique, illumination, Textes rassemblés et présentés par Philip Kapleau, Paris, Stock, 1972.
- Philip Kapleau (trad. de l'anglais (États-Unis) par Claude Elsen), Les trois piliers du zen, Paris, Almora, 2016 (réimpr. 2024 [format poche]) (1re éd. 1972), 411 p. (ISBN 978-2-351-18306-9)